# ویژیلیوس
پاپ ویژیلیوس (به انگلیسی: Pope Vigilius) یکی از پاپ‌های کلیسای کاتولیک رم بود که در رم به دنیا آمد و بین سال‌های ۵۳۷ تا ۵۵۵ میلادی پاپ بود.
دوران پاپی او مصادف با دوره‌ای بسیار دشوار برای رم و بقیه ایتالیا بود، زیرا جنگ میان رومی‌های شرقی (بیزانس) و گُت‌ها آسیب بزرگی به کشور و شهر رم زده‌بود.
تبار ویژیلیوس از یک خاندان قدیمی رومی بود. هم پدر و برادر او احتمالاً رایزن بودند و پاپ بونیفاس دوم در آغاز ویژیلیوس را به عنوان جانشین خود در نظر گرفته بود اما از این تصمیم بازگشت. پاپ آگاپیتوس اما ویژیلیوس را به عنوان نماینده پاپ در قسطنطنیه منصوب کرد. پس از مرگ آگاپیتوس در ۲۲ آوریل ۵۳۶، ویژیلیوس با حمایت های همسر بانفوذ امپراتور به نام تئودورا توسط امپراتور ژوستینین به عنوان پاپ جدید به رم فرستاده شده‌است.